# Eddie (Vorname)
Eddie ist ein männlicher Vorname.

## Herkunft und Bedeutung
Der Name ist eine Kurzform von Eduard. Siehe dort für weitere Varianten und Etymologie.

## Varianten
- Ed
- Edi
- Edy
- Eddi
- Eddy

## Namensträger
- Eddie Baker (1927–2018), US-amerikanischer Jazzmusiker
- Eddie Bayard (1934–2022), US-amerikanischer Jazzmusiker
- Eddie Beal (1910–1984), US-amerikanischer Pianist, Arrangeur und Songwriter
- Eddie Bo (1930–2009), US-amerikanischer Jazzmusiker
- Eddie Caine (1924–2016), US-amerikanischer Musiker
- Eddie Charlton (1929–2004), australischer Snooker- und English-Billiards-Spieler
- Eddie Cheever (* 1958), US-amerikanischer Rennfahrer
- Eddie Cibrian (* 1973), US-amerikanischer Schauspieler
- Eddie Clarke (1950–2018), britischer Rockmusiker
- Eddie Cochran (1938–1960), US-amerikanischer Rock-’n’-Roll-Musiker
- Eddie Cusic (1926–2015), US-amerikanischer Bluesmusiker
- Eddie Dean (1907–1999), US-amerikanischer Schauspieler und Country-Musiker
- Eddie Fisher (1928–2010), US-amerikanischer Sänger und Entertainer
- Eddie Guerrero (1967–2005), US-amerikanischer Wrestler
- Eddie Irle (* 1980), deutscher Schauspieler
- Eddie Irvine (* 1965), britischer Formel-1-Fahrer
- Eddie Izzard (* 1962), britischer Komiker und Schauspieler
- Eddie Jones (* 1971), US-amerikanischer Basketballspieler
- Eddie Jordan (1948–2025), irischer Automobilrennfahrer, Motorsportmanager und Formel-1-Teambesitzer
- Eddie Mack, US-amerikanischer Rhythm-&-Blues-Sänger
- Eddie McLaughlin (* 1952), schottischer Snookerspieler
- Eddie Meador (1937–2023), US-amerikanischer American-Football-Spieler
- Eddie Metz junior (* 1958), US-amerikanischer Jazzmusiker
- Eddie Money (1949–2019), US-amerikanischer Rocksänger
- Eddie Murphy (* 1961), US-amerikanischer Schauspieler
- Eddie Murray (* 1956), kanadischer American-Football-Spieler
- Eddie Murray (* 1956), US-amerikanischer Baseballspieler
- Eddie Pearson (1928–1978), englischer Schiedsrichter
- Eddie Redmayne (* 1982), britischer Schauspieler, Sänger und Model
- Eddie Russ (* ≈1940), US-amerikanischer Fusion- und Jazz-Musiker
- Eddie Sinclair (1937–2005), schottischer Snookerspieler
- Eddie Skoller (1944–2023), dänischer Schauspieler, Musiker, Theaterleiter und Komiker
- Eddie Tower (1899–1956), belgischer Jazzgeiger, Komponist, Arrangeur und Bandleader
- Eddie Van Halen (1955–2020), niederländisch-US-amerikanischer Gitarrist und Songwriter
- Eddie Vedder (* 1964), US-amerikanischer Sänger und Mitglied der Rockband Pearl Jam
- Eddie Zack (1922–2002), US-amerikanischer Country-Musiker